# 上韦格
上韦格是奥地利施蒂利亚州尤登堡县的一个市镇。总面积34.25平方公里，总人口641人，人口密度18.7人/平方公里（2005年）。